# 大空ヒット・三空ますみ

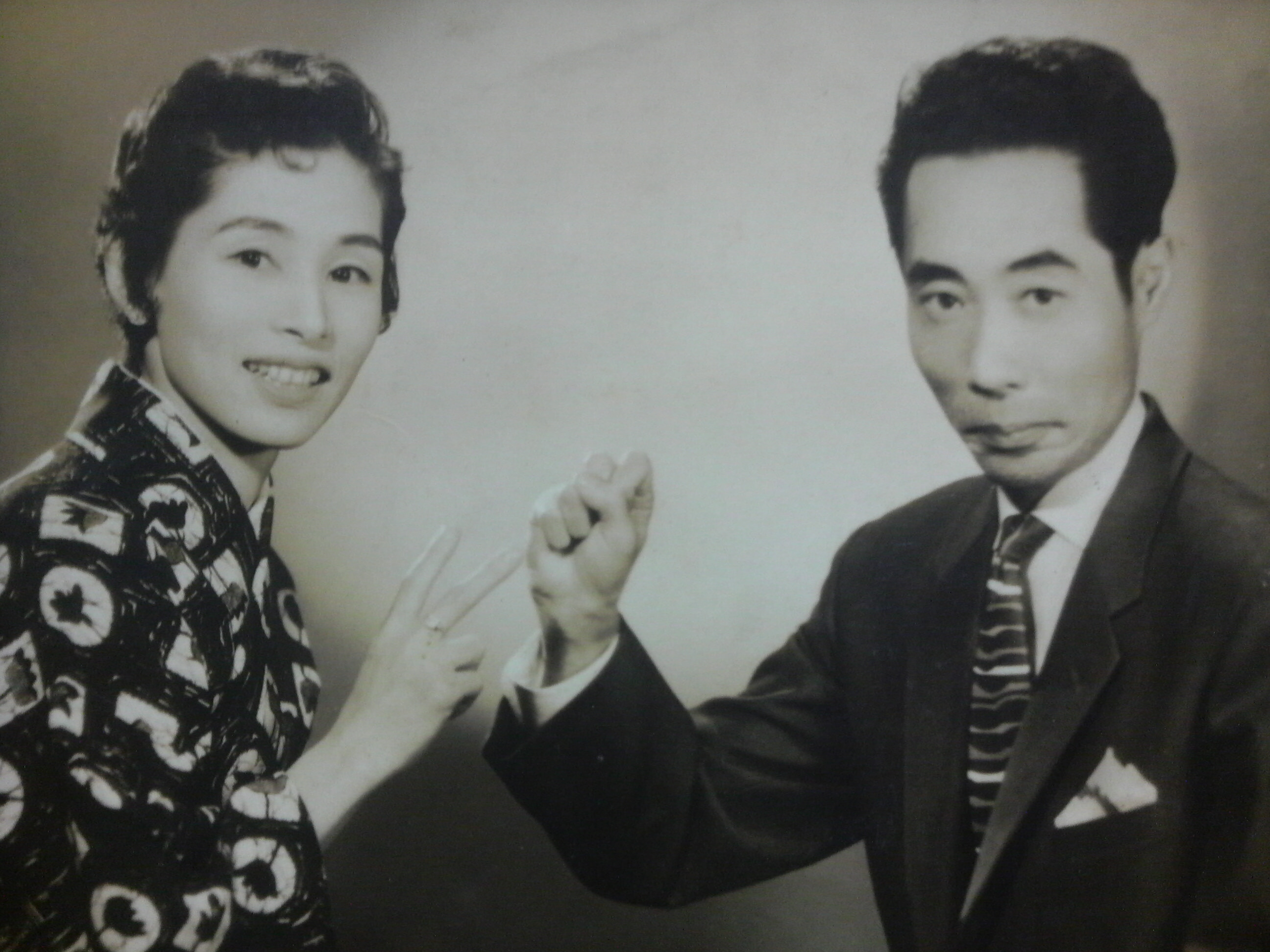
三空ますみ・大空ヒット

大空ヒット・三空ますみ（おおぞらヒット・みそらますみ）は戦後にかけて活躍した夫婦漫才コンビ。コンビ時代は漫才協会所属（晩年相談役）。

## 来歴
師匠は東京漫才の始祖「東喜代駒・駒千代」、同門には「都上英二・東喜美江」「Wけんじ」がいる。
ヒットは文学や講釈の本を読むなどインテリな青年であった。15歳の時には台湾にいた事もある。1930年に両親に勘当され、その時の8月の末に小さな芝居の一座に入る。2、3ヶ月で退団し12月には名古屋の徳川琴子一座に入る。このころ舞踊の修行を積む。18歳の夏に広島の新天座で興行を打った際に近所で初めて漫才を見る。その後山口岩国を経て再び広島の新天座にいた時に舞台の合間で近所で演芸場に足を運び島陽之助一座（陽之助・愛子）の剣劇漫才、永田キング・ミスエロ子の漫才を見て衝撃を受け漫才に転向。ナンセンスレヴューの一座を発案後に九州を巡業。再び1932年7月に山口別府なの字館のスタッフに五條家弁慶･牛若の紹介を受け一座に入る。最初の相方は荒川（下の名前は不明）とのコンビでデビュー。1933年8月に微兵検査。本格的に漫才の修行のために大阪に行くが地に馴染めず東京に上京を決意。道中立ち寄った滋賀近江八幡で五條家若二の一座に出会い入る。その一座にいたのが都上英二で2人で当時人気だった早慶戦などの野球の用語に因んで「青空クリーン・大空ヒット」を結成。一時期都上英二の紹介で神戸で昼は紙芝居、夜はYMCA声楽科で発声などの勉強を積む。その後一人で地方を回っていたが上京しかしまし娘の一座にクリーンともに籍を置いたが、英二が一座を離れたために自身もその一座も離れ6ヶ月ほど女性のかほる（亭号不明）と組む。このころ東京で東駒千代に出会い東喜代駒の紹介を受ける。駒千代とコンビを組んだ事もある。吉本興業に入り一座「漫劇集団」を結成。1943年には成功をおさめる。吉本離れてからは1946年1月にカルテットのボーイズ「混戦四重奏」を結成しギターを担当。1948年12月にボーイズ解散。再びかほるとコンビを組む。1950年に妻を相方にし「ヒット・ますみ」でスタート。
タイムリーな時事ネタで人気を得る、一時期テレビラジオを多数レギュラーを抱えるほどブレイクする。昭和40年代頃まで活躍したが徐々に人気も落ち、離婚解散をした。その後ヒットは相方を変えながら漫才を続け、再婚をするも再び離婚、闘病、1983年にはますみとのコンビを復帰も左足が不自由になり再度解散し、1990年に亡くなった。
ヒットは晩年に自叙伝「漫才七転び八起き」(1989年）を著した。
ヒットは大阪の漫才作家・秋田實を尊敬していた。秋田が東京で仕事がある際は自宅に招き漫才談義をよくしていたという。自宅には秋田専用の部屋まであった。

## メンバー
- 大空 ヒット（本名:小深田一生、1913年9月1日 - 1990年10月17日[1]）

大分県竹田市の生まれ。
弟子に大空遊平、大空かんだ、大空いろは・かるた（かるたは現在整体師をしている。）、大空平路・橘凡路、大空みつる・ひろし、大空ビック・ドックなどがいる。
- 三空 ますみ（本名:小深田マサ子、1928年[2] - 没年不詳）